# 玛丽亚·穆兹丘克
玛丽亚·奥萊希芙娜·穆济丘克（烏克蘭語：Марія Олегівна Музичук；1992年9月11日—），即小穆济丘克，乌克兰女子国际象棋棋手，前国际象棋女子世界冠军，姐姐安娜·穆济丘克是乌克兰国际象棋特级大师。
小穆济丘克出生于乌克兰利維夫，是2012年、2013年两度乌克兰国际象棋女子全国冠军。2013年，她作为乌克兰队的成员获得世界国际象棋团体锦标赛与欧洲国际象棋团体锦标赛女子团体金牌；2015年，她获得国际象棋女子世界冠军赛最终胜利，成为新的女子世界冠军，并晋升为国际象棋特级大师；在2016年国际象棋女子世界冠军赛中以3:6败给侯逸凡，失去了世界冠军头衔。